# Orthocentrus attenuatus
Orthocentrus attenuatus là một loài tò vò trong họ Ichneumonidae.